# Il dito e la luna
Il dito e la Luna è un album italiano del 1998 del cantautore Angelo Branduardi.
In questo album, per la prima volta e totalmente, i testi vengono affidati a Giorgio Faletti e non alla moglie Luisa Zappa.
Gli arrangiamenti, per l'uso della cornamusa irlandese ("uillean pipes") e dei flauti danno a molti brani un sapore decisamente celtico.
Il ritornello de "Il Giocatore di Biliardo" riprende il tema di "House of the King" della band progressive Focus.
La melodia del brano "Il dito e la Luna" è identico a "Wildflowers" di Dolly Parton. Entrambi i brani si ispirano probabilmente alla stessa fonte musicale tradizionale.

## Tracce
1. Il giocatore di biliardo – 3:51
2. La comica finale – 4:05
3. Il dito e la Luna – 3:27
4. L'ultimo giorno del circo – 3:31
5. Per ogni matematico – 2:33
6. La parola ai mimi – 2:55
7. L'uso dell'amore – 4:12
8. Lamento di un uomo di neve – 3:29
9. La regola del filo a piombo – 3:47
10. Vita quotidiana di uno spettro – 3:26
11. La leggenda del collezionista – 3:28
12. Confesso che ho vissuto – 2:41

- Musiche di Angelo Branduardi
- Testi di Giorgio Faletti
- Prodotto da Angelo Branduardi
- Arrangiamenti e direzione d'orchestra: Gianfranco Lombardi

## Formazione
- Angelo Branduardi – voce, cori, violino, chitarra acustica, sintetizzatore
- Gigi Cappellotto – basso
- Lele Melotti – batteria
- Gianfranco Lombardi – pianoforte
- Marco Canepa – tastiera
- Richard Galliano – fisarmonica
- Ellade Bandini – percussioni
- Massimo Luca – chitarra acustica, chitarra elettrica, bottleneck, dobro
- Carlo Gargioni – pianoforte, Fender Rhodes, organo Hammond
- Fulvio Leofreddi – violino
- Fabio Treves – armonica
- Cristina Scrima – flauto
- Brendan Wade – uilleann pipes